# 羅伯特·吉爾平
羅伯特·吉爾平（英語：Robert Gilpin，1930年7月2日—2018年6月20日），美国國際政治經濟學專家，現任普林斯頓大學威爾遜公共及國際事務學院榮譽教授。他的研究範圍為政治經濟學、國際關係學以及跨國企業對於國家主權的影響。早年分別在佛蒙特大學和康乃爾大學取得學士和碩士學位，在美國海軍服役三年以後於1960年在柏克萊加州大學取得博士學位。

## 主要思想
- 國際體系理論：

吉爾平的國際體系理論主張，國際體系是由國家和國家之間的互動所構成的。各國家之間的權力和地位是國際體系中最重要的因素。國際體系主要有兩種形式，一種是霸權體系，即由一個強大的國家主導其他國家；另一種是多極體系，即由多個國家平衡彼此的力量。吉爾平認為，國際體系的穩定性取決於各國之間的平衡和相互依賴性。
- 國際政治經濟學理論：

吉爾平的國際政治經濟學理論主要探討經濟全球化和國家之間的經濟互動。他認為，國家是國際經濟體系中最重要的行為者，國際貿易和投資是國家之間經濟互動的核心。此外，吉爾平認為，國家在國際經濟中的角色和國家的權力和地位密切相關。
- 全球化理論：

吉爾平的全球化理論主張，全球化是由技術進步和國際經濟互動所推動的。他認為，全球化對各國的經濟、政治和文化都有深遠的影響。全球化帶來的經濟增長和發展有利於各國之間的合作和相互依賴性的提高，但同時也會對一些國家造成經濟上的不平等和社會問題。
總體而言，吉爾平的理論主要關注國家和國家之間的互動，認為權力和地位是國際體系中最重要的因素。

## 重要著作
- American Scientists and Nuclear Weapons Policy (1962)
- France in the Age of the Scientific State (1968)
- US Power and the Multinational Corporation (1975)
- War and Change In World Politics (1981)
- Hegemonic War and the Peloponnesian War
- 《国际关系政治经济学》 The Political Economy of International Relations (1987)
- 《全球资本主义的挑战：21世纪的世界经济》 The Challenge of Global Capitalism (2000)
- 《全球政治经济学：解读国际经济秩序》 Global Political Economy: Understanding the International Economic Order (2001)